# 朝鲜总理列表
本表詳列歷任朝鲜民主主义人民共和国的政府首腦。

## 前身
1945年9月6日，朝鲜人民共和国在朝鮮半島南部成立，並以朝鲜建国准备委员会組織政府，由朝鲜独立运动家许宪出任首任国务总理，一年後朝鮮人民共和國解散，改組為民主主義民族戰線。

## 沿革
- 1948年9月，朝鲜民主主义人民共和国在朝鮮半島北部建國，由朝鮮勞動黨中央委員會委員長、最高領導人金日成出任內閣首相。
- 1972年12月，朝鲜通過新的憲法，规定政务院为最高权力执行机关，由政务院总理領導。由总理、副总理、部长及其他必要成员组成。
- 1998年9月，朝鲜最高人民会议第十一届一次会议，通过将“政务院”改为“内阁”，由内阁总理领导。

## 選出方法
由朝鮮最高人民會議選出。

## 历任总理
| 屆次           | 任次  | 姓名   | 生卒日期  | 就职时间       | 卸任时间       | 国家元首                    | 最高领导人      | 政党       |
| -------------- | ----- | ------ | --------- | -------------- | -------------- | --------------------------- | --------------- | ---------- |
| 内阁首相（내각수상）   |       |        |           |                |                |                             |                 |            |
| 1              | 1     | 金日成 | 1912—1994 | 1948年9月9日   | 1972年12月28日 | 金枓奉委员长 → 崔庸健委员长 | 金日成          | 朝鲜劳动党 |
| 政务院总理（정무원총리） |       |        |           |                |                |                             |                 |            |
| 2              | 2     | 金一   | 1910—1984 | 1972年12月28日 | 1976年4月29日  | 金日成主席 → 缺位           | 金日成 → 金正日 | 朝鲜劳动党 |
| 3              | 3     | 朴成哲 | 1913—2008 | 1976年4月29日  | 1977年12月16日 | 金日成主席 → 缺位           | 金日成 → 金正日 | 朝鲜劳动党 |
| 4              | 4     | 李钟玉 | 1916—1999 | 1977年12月16日 | 1984年1月27日  | 金日成主席 → 缺位           | 金日成 → 金正日 | 朝鲜劳动党 |
| 5              | 5     | 姜成山 | 1931—2007 | 1984年1月27日  | 1986年12月29日 | 金日成主席 → 缺位           | 金日成 → 金正日 | 朝鲜劳动党 |
| 6              | 6     | 李根模 | 1926—2001 | 1986年12月29日 | 1988年12月12日 | 金日成主席 → 缺位           | 金日成 → 金正日 | 朝鲜劳动党 |
| 7              | 7     | 延亨默 | 1931—2005 | 1988年12月12日 | 1992年12月11日 | 金日成主席 → 缺位           | 金日成 → 金正日 | 朝鲜劳动党 |
| 8              | （5） | 姜成山 | 1931—2007 | 1992年12月11日 | 1997年2月21日  | 金日成主席 → 缺位           | 金日成 → 金正日 | 朝鲜劳动党 |
| 9              | 8     | 洪成南 | 1929—2009 | 1997年2月21日  | 1998年9月5日   | 金日成主席 → 缺位           | 金日成 → 金正日 | 朝鲜劳动党 |
| 内阁总理（내각총리）   |       |        |           |                |                |                             |                 |            |
| 9              | 8     | 洪成南 | 1929—2009 | 1998年9月5日   | 2003年9月3日   | 金永南委员长                | 金正日          | 朝鲜劳动党 |
| 10             | 9     | 朴奉珠 | 1939—     | 2003年9月3日   | 2007年4月11日  | 金永南委员长                | 金正日          | 朝鲜劳动党 |
| 11             | 10    | 金英日 | 1944—     | 2007年4月11日  | 2010年6月7日   | 金永南委员长                | 金正日          | 朝鲜劳动党 |
| 12             | 11    | 崔永林 | 1930—     | 2010年6月7日   | 2013年4月1日   | 金永南委员长                | 金正恩          | 朝鲜劳动党 |
| 13             | （9） | 朴奉珠 | 1939—     | 2013年4月1日   | 2019年4月11日  | 金永南委员长                | 金正恩          | 朝鲜劳动党 |
| 14             | 12    | 金才龙 | ？—       | 2019年4月11日  | 2020年8月13日  | 金正恩委员长                | 金正恩          | 朝鲜劳动党 |
| 15             | 13    | 金德训 | 1962 —    | 2020年8月13日  | 2024年12月27日 | 金正恩委员长                | 金正恩          | 朝鲜劳动党 |
| 16             | 14    | 朴泰成 | 1955 —    | 2024年12月29日 | 现任           | 金正恩委员长                | 金正恩          | 朝鲜劳动党 |